# Edinson Cavani
Pour les articles homonymes, voir Cavani (homonymie).
Edinson Roberto Cavani Gómez, couramment appelé Edinson Cavani et surnommé El Matador en espagnol, né le 14 février 1987 à Salto, est un footballeur international uruguayen qui évolue au poste d'avant-centre à Boca Juniors.
Edinson Cavani commence sa carrière de footballeur au Danubio Fútbol Club. Après deux années passées à Montevideo et un titre de champion d'Uruguay, Edinson rejoint l'Europe et le club italien de l'US Palerme. Il est ensuite transféré au SSC Naples en 2010 pour la somme de 17 millions d'euros. Auteur de 33 buts toutes compétitions confondues lors de ses deux premières saisons, il termine meilleur buteur du championnat italien lors de la saison 2012-2013, avec 29 buts inscrits.
L’hiver suivant, Edinson rejoint le Paris Saint-Germain contre 64,5 millions d'euros, achat record pour un club français à l'époque. La présence de Zlatan Ibrahimović le contraint tout d'abord à jouer sur un côté de l'attaque parisienne pâtissant sur ses performances. Cependant, il garnit considérablement son palmarès sur la scène nationale. Repositionné dans l'axe, il est sacré meilleur buteur du championnat en 2017 (également meilleur joueur cette année-là) et en 2018. Quatrième joueur à atteindre la barre des 100 buts pour le Paris Saint-Germain après Dominique Rocheteau, Pauleta et Zlatan Ibrahimović, il est le meilleur buteur de l'histoire du club de janvier 2018 à mars 2023 et un des joueurs les plus titrés. L'ancien numéro 9 parisien est également le meilleur buteur uruguayen en Ligue des champions avec 30 buts en 54 matchs disputés.
Défendant les couleurs de l'Uruguay depuis 2008, Edinson Cavani est le deuxième meilleur buteur de l'histoire de la sélection, devant Diego Forlán et derrière Luis Suárez. Il participe à son premier tournoi majeur lors de la Coupe du monde 2010 où il se révèle. L'année suivante, il remporte la Copa América 2011 et permet à l'Uruguay d'obtenir un 15e titre dans la compétition. Il est ensuite sélectionné lors de la Coupe des confédérations 2013, pour les Coupes du monde de 2014, de 2018 et de 2022, ainsi que les Copa América 2015, 2016, 2019 et 2021.

## Biographie

### Enfance et formation
Edinson Cavani est né à Salto, de l'union de Berta Gómez et de Luis Cavani. Son père, Luis, ancien footballeur, surnommé El Gringo, a joué dans des équipes uruguayennes de première division et compte quelques sélections en équipe nationale[réf. nécessaire]. Par la suite, il est devenu entraîneur, entraînant l'autre fils cadet Christian, défenseur de Salto.
Enfant, Edinson joue au Salto FC, jusqu'à 12 ans, puis part vivre à Montevideo, la capitale de l'Uruguay. Il commence à jouer avec l'équipe des jeunes du Danubio Fútbol Club jusqu'en 2006 où ce même club le fait signer en professionnel et gagne cette année-là le Tournoi d'ouverture Uruguay. Il évolue un an dans le championnat uruguayen jusqu'en 2007 et inscrit 9 buts en 25 matchs.

### Palerme (2007-2010)

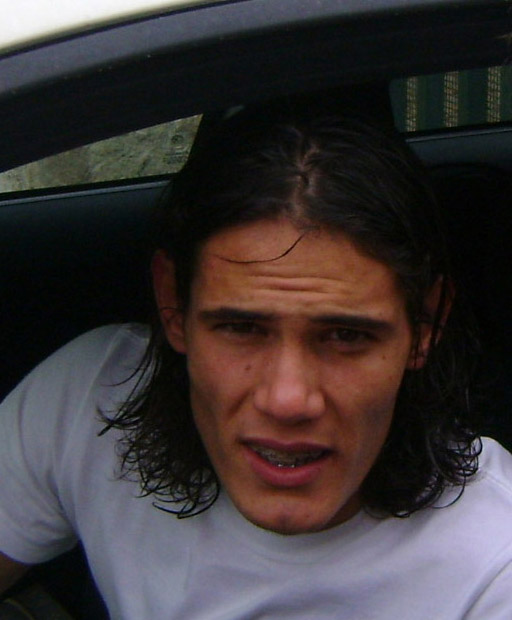
Edinson Cavani du temps de Palerme.

Après des débuts remarqués en Amérique du Sud, au Danubio Fútbol Club, Edinson Cavani rejoint l'Italie et l'Unione Sportiva Città di Palermo, fin janvier 2007,. Acheté 5 millions d'euros à son club formateur,, Cavani signe un contrat qui le lie jusqu'en 2011 au club italien.
Cavani fait ses débuts avec l'US Palerme le 11 mars 2007, lors d'un match de championnat l'opposant à l'ACF Fiorentina,. Lors de ce match, Cavani rentre en jeu à la 56e minute du match, alors que son équipe est menée un but à zéro, puis égalise quinze minutes plus tard.
Alors qu'il est en concurrence avec Fabrizio Miccoli et Amauri, Cavani peine à s'imposer pendant la saison 2007-2008.
Il parvient à se faire une place de titulaire dans l'équipe lors de la saison 2008-2009, Amauri étant transféré au Juventus Football Club. Auteur de 14 buts lors de cette saison, sa faculté à conclure la plupart de ses actions devant le but lui vaut le surnom d'El Matador.
L'arrivée de Walter Zenga au poste d'entraîneur la saison suivante n'affectent pas les performances de l'attaquant uruguayen. Au sein de l'attaque de Palerme, associé à Javier Pastore,, Cavani participe à la qualification du club en Ligue Europa en marquant 13 buts durant toute la saison.

### Révélation à Naples (2010-2013)

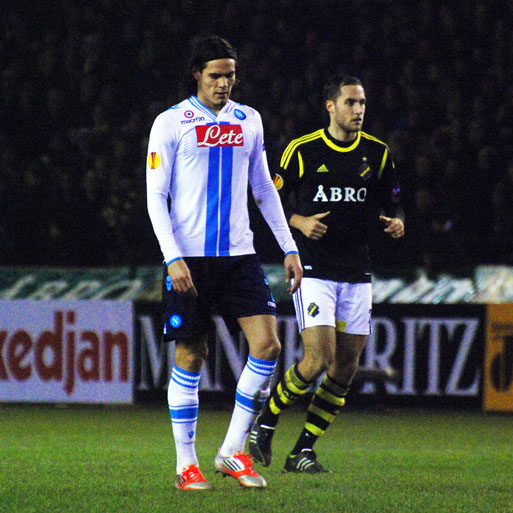
Cavani contre l'AIK en Ligue Europa en novembre 2012.

Convoité par de nombreux clubs européens, Cavani rejoint le 22 juillet 2010 la Società Sportiva Calcio Naples pour 5 millions d'euros en prêt d’un an, plus 12 millions d'euros d’option d’achat obligatoire l'année suivante,.
Il marque ses deux premiers buts en Ligue Europa contre l'équipe suédoise de l'Elfsborg lors du match retour de barrage. Il enchaîne lors de la première journée de Serie A contre la Fiorentina (1-1) le 28 août, puis à Bari le 12 septembre et à Gênes, contre la Sampdoria le 19 septembre. À peine arrivé chez les Partenopei (Napolitains), Cavani, plus souvent utilisé comme attaquant de pointe par Walter Mazzarri, se distingue rapidement comme un élément fort de l'effectif et fait oublier Fabio Quagliarella, parti chez le rival turinois de la Juventus. Dès lors il enchaîne but sur but, son ancien point faible devenant l'un de ses plus grands atouts. Les tifosi en font vite leur nouvelle idole en compagnie d’Ezequiel Lavezzi et de Marek Hamšík, qui forment un trio d'attaque complet, tant sur le plan technique que tactique. Face au Steaua Bucarest en C3, il inscrit un but à la 97e minute (3-3), sauvant le Napoli mené 3-0 après quinze minutes de jeu. Le 2 décembre 2010 face au FC Utrecht (3-3), il marque le second triplé de sa carrière, deux mois après le premier. Grâce à ces réalisations, il en est a six buts marqués en sept matchs disputés dans la compétition européenne. Le 15 décembre, pour la dernière journée des phases de poule, il offre au Napoli la qualification face au Steaua (1-0) d'une tête sur corner à la 93e minute. Le 19 décembre, en championnat face à US Lecce (1-0), il marque de nouveau dans les arrêts de jeu (93e). Le 9 janvier 2011, lors de la 19e journée de Serie A, dans le Stade San Paolo, Edinson Cavani signe un nouveau triplé face au grand rival Turinois. Deux buts marqués de la tête, ainsi que le dernier grâce à coup du scorpion, sur trois centres de Maggio, Dossena et Hamsik. Il récupère ainsi la place de meilleur buteur du championnat en compagnie de Antonio Di Natale. Le 30 janvier 2011, face à la Sampdoria de Gênes (4-0), il inscrit en championnat un nouveau triplé dont un but sur un penalty qu'il provoque, son premier penalty de la saison. Le 3 avril 2011, il réalise son troisième triplé consécutif et son cinquième de la saison face à un autre grand rival, la Lazio de Rome, remporté 4-3 par Cavani et ses coéquipiers. L'Urugayen porte son total à 25 buts sur la saison. Après une expulsion face à Lecce (défaite 2-1), sa saison se termine sur une décision disciplinaire. Il conclut donc sa saison avec 26 buts, record sur une saison en Serie A pour un joueur napolitain. Conquis par le club azzurro, il appartient désormais à celui-ci et est conservé, preuve de l'ambition affichée par le président Aurelio De Laurentiis de faire du Napoli un très grand d'Europe sur le long terme. Le club finit à la troisième place ce qui lui permet de se qualifier pour la Ligue des champions de l'UEFA ; compétition qu'il n'a plus connue depuis 1990.
Le 14 septembre, Cavani marque son premier but de la saison face à Manchester City (1-1) devenant le premier buteur de l'histoire du Napoli en Ligue des champions. Au match suivant, le 18 septembre, il marque un triplé face au champion en titre l'AC Milan (3-1), son cinquième en moins d'un an. Il est, avec Gabriel Batistuta en septembre 1998, le seul joueur à avoir inscrit un triplé face aux Rossoneri. Peu après une période de doute où il ne marque qu'un but en deux mois, il marque à nouveau face à Manchester City et signe un doublé (2-1). Cavani confirme en égalisant face à l'Atalanta Bergame en championnat (1-1). Il marque un nouveau doublé face à l'US Lecce (4-2) juste avant d'aller confirmer la qualification napolitaine en huitième de finale de C1 sur le terrain de Villarreal CF (0-2). Il marque un but face à Chelsea lors du match aller à domicile le 21 février 2012 (3-1). Son équipe se fait éliminer de la compétition lors du match retour au Stamford Bridge (4-1). En mai, alors que Naples termine cinquième du championnat, Cavani et ses coéquipiers Lavezzi et Hamsik sont déterminants lors de la victoire deux buts à zéro du club en finale de coupe d'Italie,. Ce premier titre obtenu depuis 22 ans permet également à Naples de se qualifier directement pour la Ligue Europa.
Le 20 septembre 2012, après une victoire lors du premier match de Ligue Europa 2012-2013 face aux Suédois de l'AIK Solna (4-0), les Napolitains s'effondrent lors des deux matchs suivants, d'abord face au PSV Eindhoven (3-0), ensuite face au club du FC Dnipro Dnipropetrovsk (3-1). Lors des matchs retour, le 8 novembre, face au Dnipro, Edinson Cavani inscrit un quadruplé, le premier de sa carrière, remportant ainsi le match quatre buts à deux au Stadio San Paolo. Ensuite, le 22 novembre, contre l'AIK, il inscrit le but décisif à la 95e minute sur un penalty qu'il a lui-même obtenu, permettant à son équipe de l'emporter 1-2 à l'extérieur, dernier match dans ce stade qui sera détruit. Il laisse ainsi son empreinte en étant l'ultime buteur,. Le 5 mai 2013, Cavani inscrit un triplé contre l'Inter, permettant au SSC Naples de s'imposer 3-1. Meilleur buteur du championnat avec 29 buts, Naples termine deuxième derrière la Juventus Football Club.

### Confirmation au Paris Saint-Germain (2013-2020)

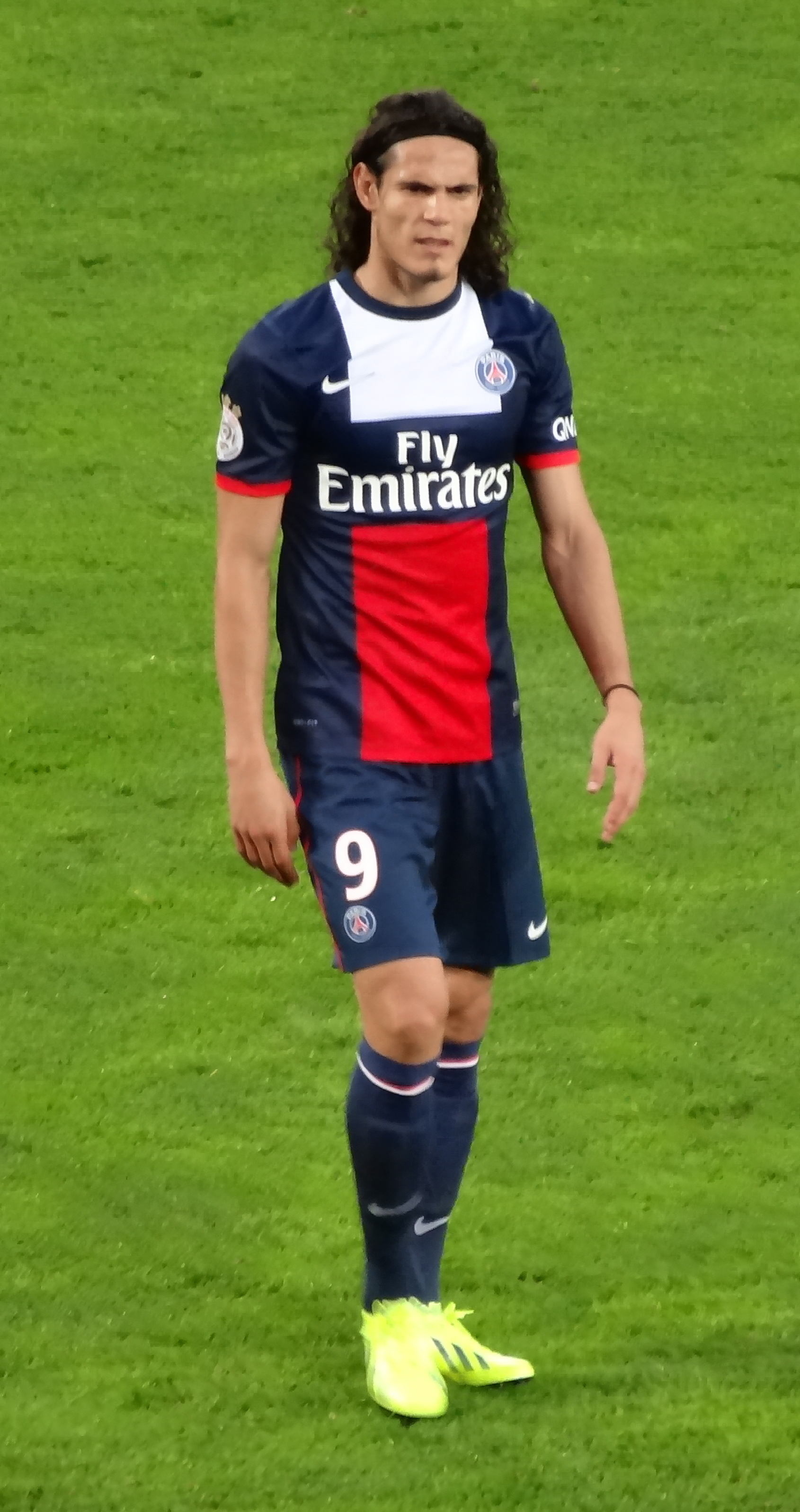
Cavani à ses débuts au PSG, en septembre 2013.

Le 16 juillet 2013, Edinson Cavani est transféré au Paris Saint-Germain en échange de 64 millions d'euros. Il signe un contrat de cinq ans avec un salaire annuel de dix millions d'euros. Il devient désormais le plus gros transfert de la Ligue 1 et le 6e de l'histoire du football[réf. nécessaire]. Le numéro 9 lui est attribué. Le 9 août 2013, il fait ses débuts avec le maillot du PSG face à Montpellier, lors de l'ouverture de la Ligue 1, remplaçant son ancien coéquipier napolitain Ezequiel Lavezzi. Il manque de marquer dès son premier ballon quelques secondes plus tard. Le match se termine sur un score de parité, 1-1. Quelques jours après, titulaire pour la première fois lors de la deuxième journée de Ligue 1, il marque son premier but sous les couleurs du PSG face à l'AC Ajaccio. La rencontre se termine par un match nul 1-1. En septembre, il marque son premier but en Ligue des champions avec le PSG contre le club grec de l'Olympiakos. En octobre, il inscrit son premier doublé sous les couleurs parisiennes face au SC Bastia (victoire 4-0) dont un bijou d'une frappe en angle fermé après avoir éliminé, en réalisant deux  crochets, Gilles Cioni et le gardien de but Mickaël Landreau. Le mois de novembre voit l'attaquant uruguayen confirmer son très bon début de saison dans la capitale, s'offrant un deuxième doublé en championnat face au FCLorient (victoire 4-0), soit ses 8e et 9e buts en championnat, prenant ainsi la tête du classement des buteurs. Puis, il permet aux Parisiens malmenés par les Grecs de l'Olympiakos à 10 contre 11 en Ligue des champions d'arracher la victoire sur une belle frappe à la 90e (2-1 score final), assurant à son équipe une précieuse première place du groupe. Le 19 avril 2014, il inscrit un doublé victorieux (dont un penalty) lors de la finale de la Coupe de la Ligue au Stade de France face à l'Olympique lyonnais (1-2) et permet à son équipe de remporter la coupe. Il est également le meilleur buteur de la compétition avec 4 réalisations. Le Paris Saint-Germain remporte la Ligue 1 en 2014 et Cavani termine deuxième meilleur buteur du club derrière son coéquipier Zlatan Ibrahimović, il est élu membre de l'équipe type de l'année lors de la remise des Trophées UNFP.
Durant la saison 2014-2015, Cavani se montre précieux en Ligue des champions en marquant à de nombreuses reprises en phase de poules. Mais lors de la trêve hivernale, il est absent du stage de son club à Marrakech, tout comme son coéquipier Lavezzi. Les deux hommes sont mis sur le banc pour deux matches. Le 19 janvier 2015, ils reviennent pour la 22e journée de championnat. Cavani rentre comme remplaçant à vingt minutes de la fin et marque le quatrième but de l'équipe à la 89e minute (victoire 4-2). Au mois d'avril, comme l'édition précédente, Edinson Cavani s'offre un doublé en finale de Coupe de la Ligue face au SC Bastia après être entré en jeu pour la dernière demi-heure (4-0). En mai, devant un Parc des Princes qui scande son nom, Cavani inscrit son premier triplé en Ligue 1 lors de l'écrasante victoire du PSG face à Guingamp (6-0). Il marque le seul but en finale de la Coupe de France face à Auxerre qui permet au PSG de réaliser le premier triplé Championnat-Coupe de France-Coupe de la Ligue de l'histoire du football français. Grâce à ce but, il dépasse les 55 réalisations de George Weah sous les couleurs du PSG et intègre ainsi le top 10 des meilleurs buteurs de l'histoire du club.

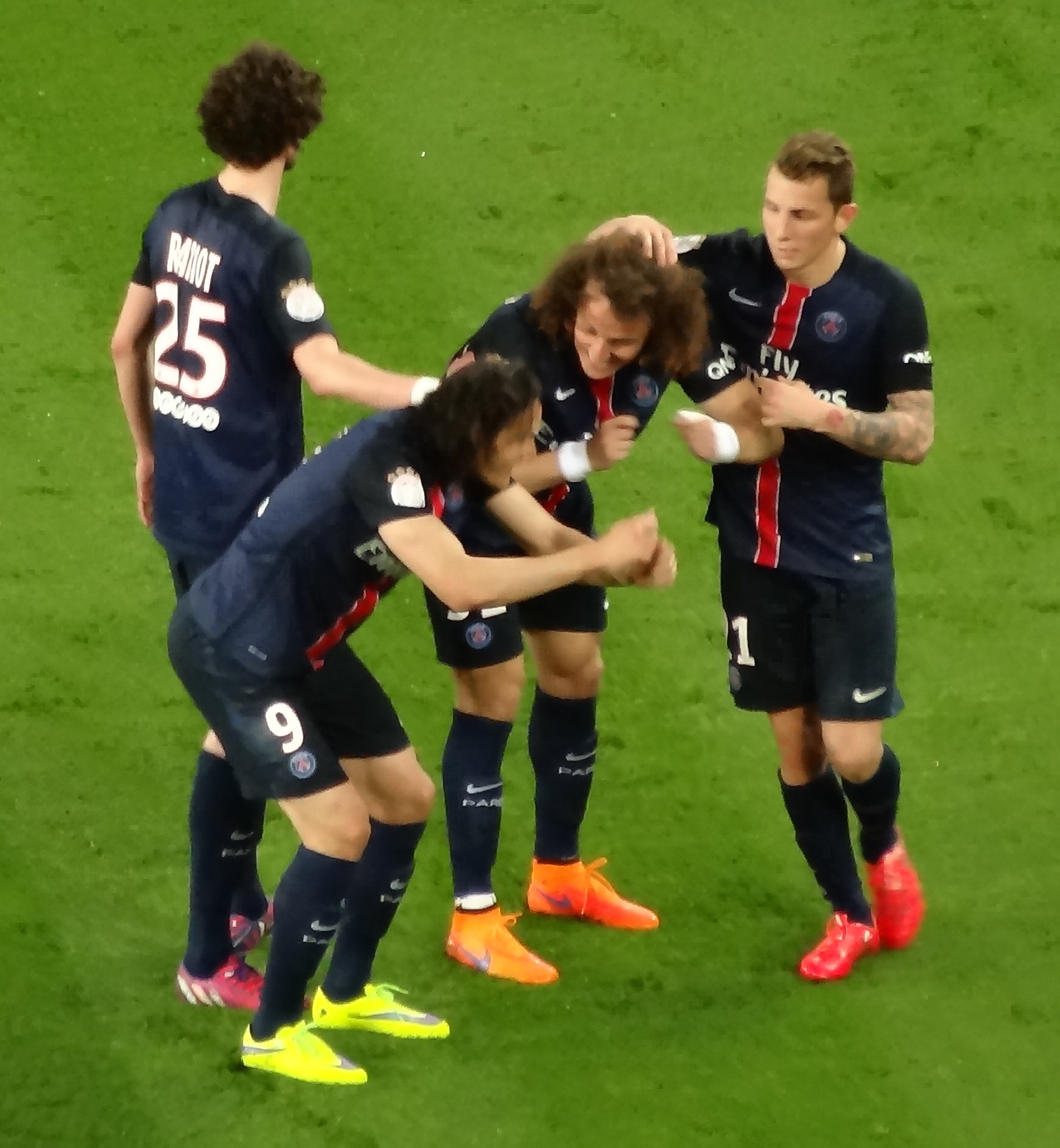
Cavani fêtant un but avec David Luiz lors du dernier match de la saison contre Reims en mai 2015.

Durant la saison 2016-2017, Edinson Cavani est replacé dans l'axe à la suite du départ de Zlatan Ibrahimović. Toutefois, ses performances dans ce nouveau rôle sont mitigées, notamment le 21 août contre le FC Metz ou contre Arsenal en Ligue des champions. Le 16 septembre, il réalise une excellente performance en inscrivant son premier quadruplé (le temps d'une mi-temps) avec le PSG face à Caen (victoire six buts à zéro). Faisant partie des meilleurs buteurs européens toutes compétitions confondues, il est même élu joueur du mois de septembre par l'UNFP et remporte à nouveau le trophée en octobre 2016. Le 24 janvier 2017, il inscrit un doublé lors de la demi-finale de Coupe de la Ligue contre les Girondins de Bordeaux et devient le second meilleur buteur de l'histoire du club ex aequo avec Pauleta avec 109 buts. Le 14 février 2017, pour son trentième anniversaire, il marque le quatrième but de son équipe face au FC Barcelone, en huitième de finale aller de la Ligue des champions (victoire quatre buts à zéro). Le 8 mars 2017, lors de la Remontada du FC Barcelone au Camp Nou, Cavani réduit le score à trois buts à un, avant d'être éliminé dans le temps additionnel (défaite six buts à un),. Le 25 avril 2017, Edinson Cavani prolonge son contrat de trois ans, le liant désormais jusqu'en 2020 avec le club de la capitale. Alors que son équipe termine deuxième du championnat, El Matador termine meilleur buteur de Ligue 1 devant Alexandre Lacazette et Radamel Falcao. En fin de saison, Cavani remporte toutefois la Coupe de la Ligue et la Coupe de France.

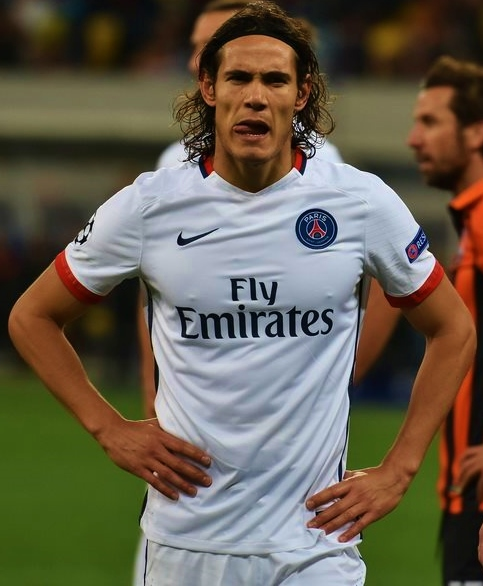
l'Uruguayen forme avec Neymar et Kylian Mbappé le trio d'attaque du Paris Saint-Germain surnommé MCN par les médias.

Malgré les arrivées de Neymar et Mbappé en début de saison 2017-2018, Cavani conserve son rôle d'attaquant de pointe et forme avec ces deux coéquipiers un trio offensif très performant,. Le 12 septembre 2017à l'issue d'une victoire écrasante contre le Celtic Glasgow 0-5, il devient le meilleur buteur parisien en Ligue des champions. Le 22 octobre 2017, face à l'Olympique de Marseille, Cavani inscrit un coup franc direct à la 93e minute, permettant à son équipe (réduite à dix) d'égaliser à deux buts partout,. Une semaine plus tard, il marque à la troisième minute, face à l'OGC Nice, le 2500e but de l'histoire du Paris Saint-Germain en championnat, avant de doubler la mise quelques minutes plus tard.
Malgré des rumeurs de tensions entre Cavani et Neymar, leur association avec Mbappé permet au Paris SG de battre le record de buts inscrits en phase de poules de Ligue des champions. Fin décembre, sa régularité (dix-neuf buts en dix-huit matchs de Ligue 1) lui permet d'être élu meilleur joueur étranger de l'année 2017 en Ligue 1. Le 17 janvier 2018, il marque son 156e but au PSG, égalant le record de Zlatan Ibrahimović. Le 27 janvier 2018, Edinson Cavani devient le meilleur buteur de l'histoire du club en inscrivant son 157e but sous les couleurs parisiennes contre Montpellier.
En 2018-2019, l'attaquant voit arriver Thomas Tuchel comme entraîneur. Le technicien allemand continue de faire confiance à son trio offensif, mais les blessures des uns et des autres ne permettent pas d'obtenir les objectifs affichés. L'élimination en Ligue des champions contre Manchester United est particulièrement douloureuse. Blessé lors de cette confrontation, Cavani n'entre qu'en toute fin du match retour, perdu au Parc des Princes. Le PSG perd également les deux coupes nationales et doit se contenter du seul titre de champion.
À la fin du mercato estival suivant, le retour de Leonardo comme directeur sportif fragilise la position de l'attaquant uruguayen, qui voit débarquer Mauro Icardi en concurrent direct. Devant la réussite de la nouvelle recrue et les difficultés physiques d'Edinson Cavani, son entraîneur ne peut que se montrer « triste et fataliste » du peu de temps de jeu qu'il lui offre. Alors que les rumeurs de transfert vont bon train durant le mercato hivernal, Thomas Tuchel écarte l'attaquant de son groupe durant le mois de janvier 2020, tant que son avenir n'est pas réglé. À six mois de la fin de son contrat, le joueur est notamment courtisé par l'Atlético Madrid, mais aucun accord n'est trouvé entre les clubs parisien et madrilène. Le 23 février 2020, face à Bordeaux au Parc des Princes, il inscrit son deux-centième but sous les couleurs parisiennes. Il joue son ultime match pour le Paris Saint-Germain  à domicile (sans le savoir) lors de la victoire en huitième de finale retour de la Ligue des champions contre le Borussia Dortmund (2-0) en étant titulaire. En raison de la Pandémie de Covid-19, ce match est joué à huis clos. Deux jours plus tard, la Ligue 1 est officiellement suspendue. Le 14 juin 2020, Leonardo confirme le départ de Cavani à l'issue de la saison,.
En 2022, le magazine So Foot le classe dans le top 1000 des meilleurs joueurs du championnat de France, à la 39e place.

### Manchester United (2020-2022)
Le 5 octobre 2020, il s'engage gratuitement pour un an avec le club mancunien comme son ancien partenaire du PSG : Zlatan Ibrahimović.
Il inscrit son premier but avec les Red Devils le 7 novembre 2020 à l'occasion d'une rencontre contre Everton.
Lors de la 10e journée de Premier League, Manchester United affronte Southampton à l'extérieur. Les Mancuniens sont menés 2-0 à la mi-temps et Cavani est sur le banc. À la 46e minute, Cavani remplace Mason Greenwood. À la 59e minute, il offre un centre à Bruno Fernandes qui réduit le score, égalise à la 74e minute en déviant la frappe de Fernandes d'une tête plongeante, et, Dans le temps additionnel (90+2e minute), fait gagner les Red Devils d'une nouvelle tête sur un centre de Rashford. Il fait non seulement gagner sa nouvelle équipe sur le score de 3-2, mais signe également son premier doublé avec son nouveau club. Sur Instagram, Cavani a reçu plusieurs messages de félicitations de la part de ses fans. Il remercie l'un d'entre eux avec le commentaire « Gracias negrito (Merci petit noir) », qui peut constitue un message à caractère discriminatoire envers les Noirs. Cavani risque trois matches de suspension pour ces propos. Se rendant vite compte de son erreur, El Matador supprime le message juste après mais il a quand même pu affronter le Paris Saint-Germain le mercredi suivant, avec une victoire 3 buts à 1 pour les Parisiens. Cavani présente ses excuses sur le site des Mancuniens, expliquant qu'il ne voulait pas blesser cette personne et se déclarant opposé au racisme. La fédération anglaise de football ouvre une enquête sur cette « Affaire Negrito »,. Le 31 décembre 2020, la fédération anglaise de football annonce que Cavani est suspendu 3 matches pour son commentaire raciste, et qu'il devra s'acquitter d'une amende de 110 000 € et effectuer un stage de sensibilisation. Cette sanction le prive des matchs face à Aston Villa (Premier League), Manchester City (demi-finale de Carabao Cup) et Watford (3e tour de la FA Emirates Cup). El Matador se défend en disant qu'il accepte sa suspension mais ne la comprend pas (il l'accepte la suspension mais se défend de toute intention raciste), car en Uruguay le terme « negrito » n'a pas de connotation raciste contrairement à sa perception en Angleterre. Plusieurs équipes d'Uruguay le défendent et il reçoit même le soutien de l'Académie Uruguayenne des Lettres qui explique que sa suspension est injuste car basée sur une incompréhension linguistique.
Lors des quarts de finale de la Carabao Cup, les Mancuniens se dirigent à Liverpool pour affronter Everton FC. À la 88e minute, Cavani inscrit le premier but de la rencontre (son quatrième but avec Manchester United) de son pied gauche. Anthony Martial marquera le but du break dans le temps additionnel ce qui permet aux Diables Rouges de s'imposer 2-0 et d'atteindre les demi-finales de la compétition.
Pour la 18e journée de Premier League, Cavani marque son retour sur un 2-1. Avec son but contre Fulham et son ancien coéquipier Alphonse Areola, et un but de Paul Pogba.
El Matador s'offre un quadruplé avec les Mancuniens pour une raclée incroyable de 9 à 0 contre Southampton, la même équipe contre laquelle Cavani avait fait parler en inscrivant un doublé avec une passe décisive et avait remonter son équipe avec un 2-3.
Pour la 22e journée de Premier League, les propriétaires du Old Trafford affrontent Everton à la maison (l'équipe contre laquelle Cavani a inscrit son premier but avec les Mancuniens). Le match se termine sur un 3-3 avec une ouverture de Cavani à la 24e minute.
À la 33e minute, Pogba offre un ballon en profondeur pour Cavani. El Matador réalise une frappe croisée du pied gauche et la met, le but est refusé pour une faute avant le but. À la 79ème minute, Cavani frappe de nouveau de la tête sur un centre de Greenwood et marque le but du 2-1. Son équipe finit par remporter le match 3-1.
Alors qu'Anthony Martial pourrait manquer la fin de saison après une blessure, Cavani retrouve du temps de jeu régulier et enchaîne les matchs. Lors de la 31e journée, il trouve le chemin des filets de la tête contre Tottenham. Il est de nouveau buteur la semaine d'après contre Burnley.
Il est un des hommes clef de la qualification en finale de Ligue Europa contre la Roma. Avec un doublé et deux passes décisives Edinson Cavani à réalisé sont un très grand match tout comme son équipe qui remporte une victoire très confortable (6-2) contre la Roma lors du match aller. Lors du retour Cavani inscrit de nouveau un doublé.
Lors de la 35e journée Cavani inscrit sur corner le but du 3-1 contre Aston Villa. Le club et son entraîneur désire le conserver pour la saison prochaine.
El Matador totalise un ratio de 8 buts et 2 passes décisives lors de ses 7 derniers matchs avec Manchester United, une fin de saison très remarquée à l'approche de la final de la Ligue Europa.
Avec une bonne fin de saison Cavani prolonge son contrat avec le club mancunien jusqu'en 2022.

#### Saison 2021-2022
Pour la début de saison 2021, Edinson perd son statut de titulaire indiscutable au profit de Cristiano Ronaldo, de retour à Manchester United. Malgré un très bon retour du Portugais, l'équipe de Manchester rate son début de saison et Ole Gunnar Solskjaer décide de titulariser Cavani et Ronaldo en pointe lors de la 10e journée face à Totenham dans un inhabituel 3-4-1-2. Manchester s'impose 3-0 notamment grâce à un but de Cavani, une nouvelle très bonne prestation de sa part saluée par son entraîneur : « J'ai trouvé que Cavani et Ronaldo ont mené l'équipe à bien, cette semaine. Toute la semaine. Depuis l'entraînement de mardi jusqu'au match. »
Il est par la suite gêné par des blessures jusqu'en décembre. Lors de son retour contre Newcastle, pour le match comptant pour la 19e journée, il sauve Manchester United d'une défaite. En seulement deux titularisation et 9 matchs, il inscrit 2 buts et confirme que son influence au sein de l'attaque est plus qu'importante pour le club, qui pourrait néanmoins le perdre au profit du FC Barcelone durant le mercato hivernal.
Après la saison 2021-2022, Cavani quitte le club en fin de contrat.

### Valence CF (2022-2023)
Libre de tout contrat depuis son départ de Manchester United, Cavani s'engage pour le Valence CF le 29 août 2022. Sa première saison au club est plutôt compliqué, alternant entre lutte pour le maintien, blessure et manque de temps de jeu. Il parviendra tout de même à marquer 5 buts et à délivrer 2 passes décisives en 25 matchs.
A l'été 2023 après une saison en demi-teinte en Liga, Valence et Cavani décident d'un comme un accord de rompre leur collaboration, l'Uruguayen est donc libre de s'engager ou il le souhaite.

### Boca Juniors (2023-)

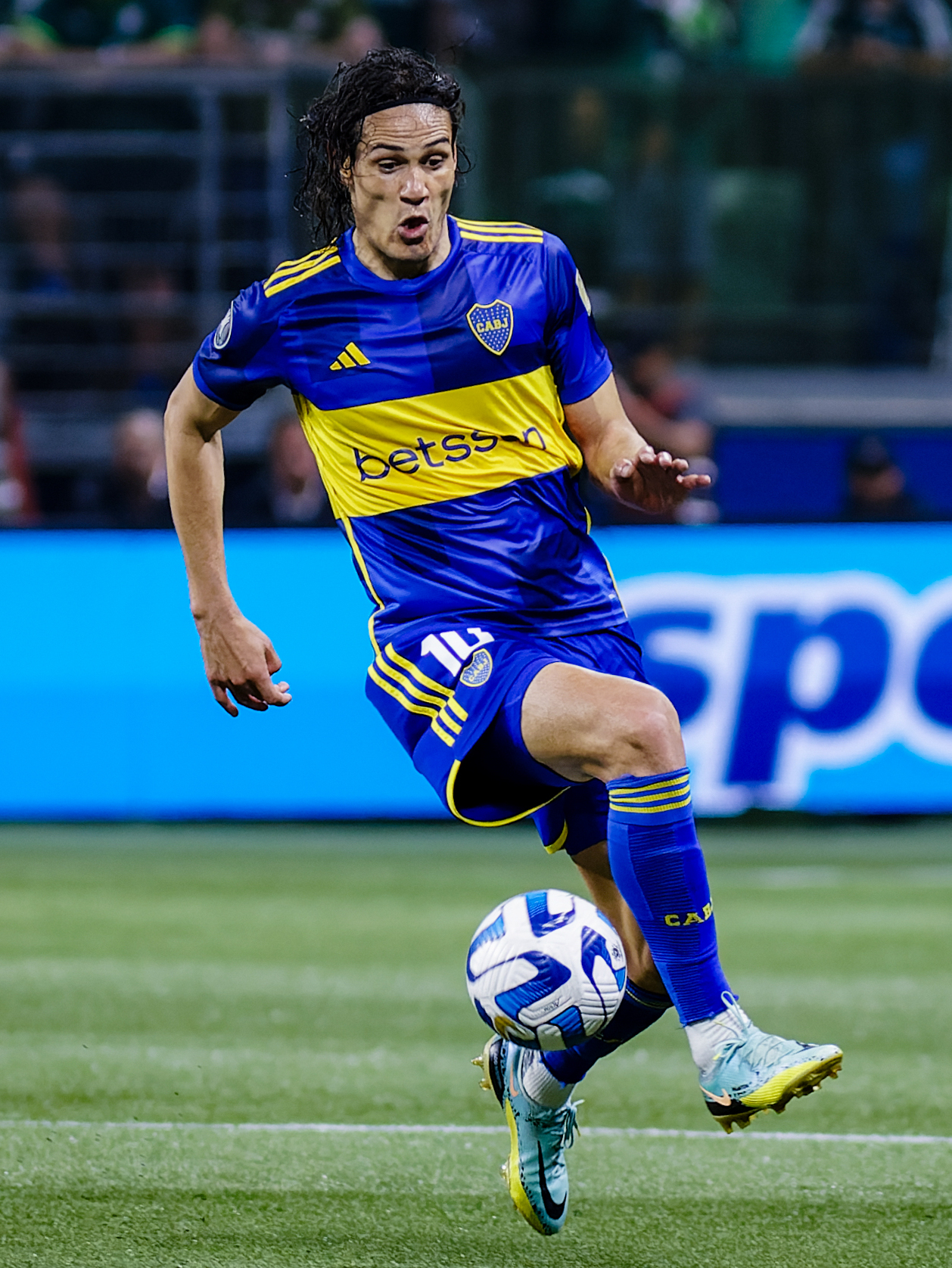
Edinson Cavani avec Boca Juniors en 2023.

Cavani s'engage le 29 juillet 2023 avec le club argentin de Boca Juniors jusqu'en décembre 2024.
Le 18 août de la même année pour son deuxième match sous ses nouvelles couleurs, Edinson Cavani inscrit son premier but face au Club Atlético Platense lors d'un match de Championnat d'Argentine.
Le 5 octobre, il marque à nouveau, cette fois en demi-finale retour de la Copa Libertadores face aux Brésiliens de Palmeiras. Le 4 novembre, Boca Juniors s'incline en finale de Copa Libertadores 2023 face à Fluminense sur le score de 2-1. En mai 2024, il annonce sa retraite internationale.

### En sélection nationale

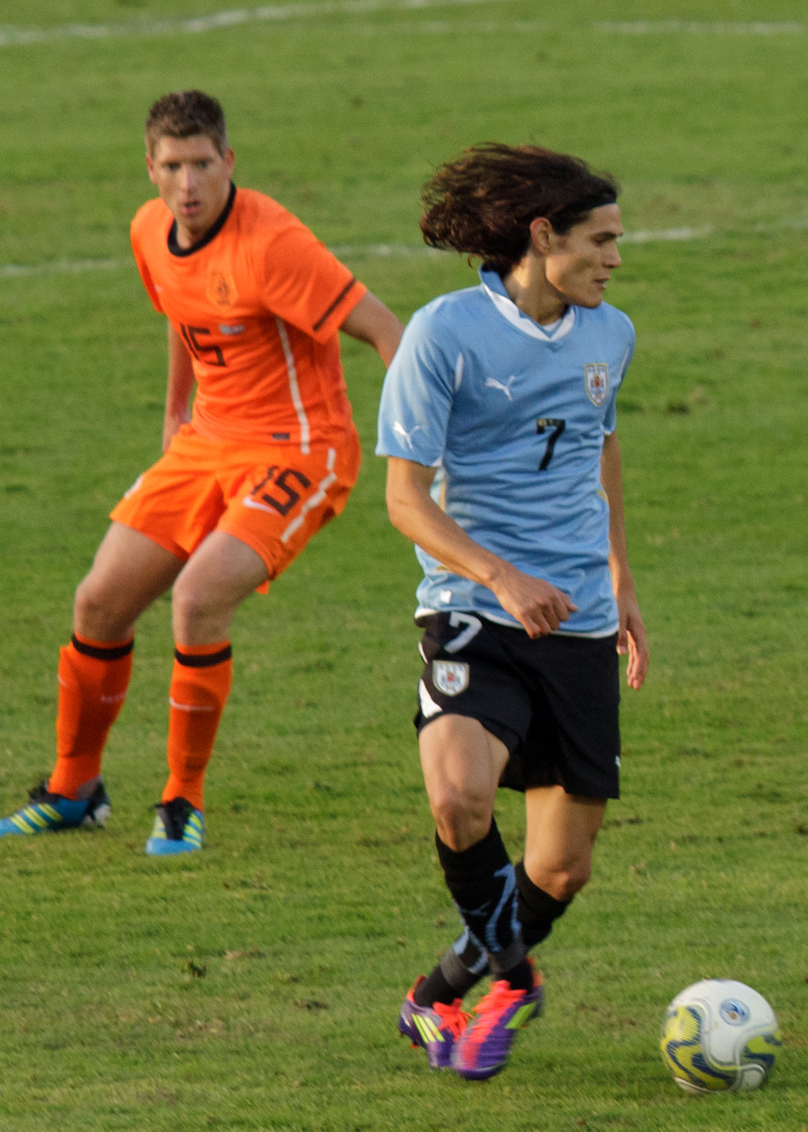
Edinson Cavani face aux Pays-Bas de Stijn Schaars.

Edinson Cavani participe en 2007 avec la sélection nationale uruguayenne des moins de 20 ans à la Coupe du monde de football des moins de 20 ans, qui se tient au Canada, du 30 juin au 22 juillet.
Plutôt utilisé comme ailier en sélection en raison de la présence de Suarez, Forlàn ou Abreu qui présentent des profils moins polyvalents, Cavani fait partie de la liste des 23 pour la Coupe du monde 2010 avec l'équipe d'Uruguay. Titulaire lors de la compétition, il livre un bon match en marquant un but contre l'Allemagne dans le match pour la troisième place, perdu (3-2).
Le 8 octobre 2010, il marque un triplé, le premier de sa carrière, face a l'Indonésie (7-1) ouvrant (premier but) et clôturant (deux derniers buts) ce match international.
Lors de la Copa América 2011, il passe la majeure partie du tournoi à l'infirmerie (s'étant blessé au genou lors du deuxième match face au Chili 1-1), son retour est attendu pour la finale et il entre à la 64e minute ponctuée par de très belles phases de jeu. L'Uruguay l'emporte face au Paraguay 3 à 0. Edinson Cavani remporte ainsi son premier trophée majeur et après la finale il déclare : « Gagner ainsi, à l'étranger mais devant autant de fans, c'est immense. Nous étions comme à la maison. Je dis aussi merci au Napoli, le club de mon cœur. Si j'ai gagné ce titre, c'est aussi grâce à mon équipe ». L'année suivante, il est convoqué par Gustavo Ferreyra pour disputer les Jeux Olympiques 2012 à Londres.
Lors de la Coupe des confédérations 2013, il marque son quinzième but en sélection lors de la demi-finale perdue contre le Brésil (2-1). Il inscrit ensuite un doublé contre l'Italie (2-2) a.p., lors de la petite finale perdue aux tirs au but (2 tab 3) pour la troisième place.
La Coupe du monde 2014 ne voit pas l'Uruguay rééditer le parcours homérique de la précédente édition. Pourtant, le mondial débute bien pour Cavani qui ouvre le score sur penalty contre le Costa Rica durant le premier match de groupe. Mais les Uruguayens, à la surprise générale, fléchissent et s'inclinent 3-1. Malgré cette défaite, deux succès contre l'Angleterre et l'Italie permettent aux Sud-Américains de finir deuxième du groupe D, à un point derrière le Costa Rica. En huitièmes de finale, l'Uruguay est dominée par la Colombie de James Rodríguez qui inscrit un doublé et prive les Charrúas de quart de finale.

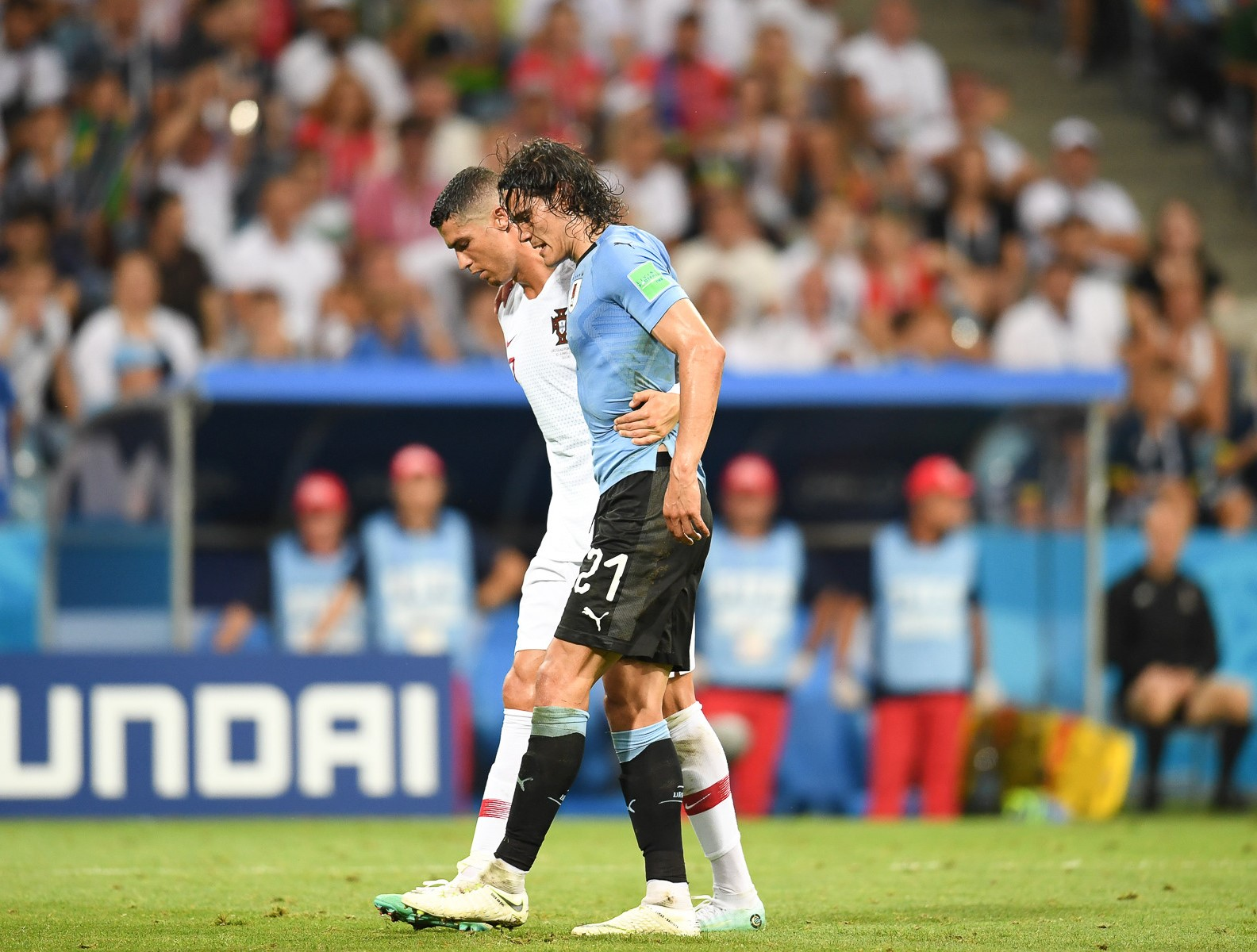
Cavani quitte le terrain blessé et aidé par Cristiano Ronaldo lors du huitième de finale Uruguay-Portugal au Mondial 2018.

Durant la Copa América 2015, organisée au Chili, Cavani ne parvient pas à trouver le chemin des filets et l'Uruguay se fait éliminer lors des quarts de finale contre le Chili. Cavani écope même d'un carton rouge pour avoir frappé au visage Gonzalo Jara. Néanmoins, beaucoup de médias jugent son expulsion imméritée en raison du geste du joueur chilien, qui avait mis un doigt dans les fesses de l'attaquant,,. L'Uruguay s'incline sur le score de 1-0 après un but en seconde période, quatre ans après s’être imposé en Argentine.Il enchaîna lors de la Copa America 2016, la Celeste sortant durant les phases de poules.
Début 2018, lors d'un amical contre la Tchéquie, El Matador s'illustre en inscrivant un but en première période. L'Uruguay s'impose finalement 2-0, l'autre but étant inscrit par Luis Suárez. Lors de la Coupe du monde 2018 en Russie, Cavani marque un doublé en 8es de finale contre le Portugal qui permet à son équipe de s'imposer 2-1 et de se qualifier pour les quarts de finale mais sort blessé à la fin du match. En quart de finale contre la France, il est annoncé forfait pour ce match. Sans lui, l'équipe d'Uruguay s'incline 2-0 et est éliminée de la compétition.
Durant la Copa America 2019, Cavani est une nouvelle fois convoqué mais ne peut empêcher l'élimination uruguayenne en quarts-de-finale par le Pérou aux tirs-au-but. Alors que l'Uruguay affronte le Brésil aux éliminatoires de la Coupe du Monde le mercredi 18 novembre 2020, la Celeste perd 2-0 sur un but d'Arthur et de Richarlison. Cavani n'arrange pas les choses en prenant un carton rouge à la 71ème minute avec une faute dangereuse sur Richarlison, après une intervention de la VAR. Il est rappelé pour disputer la Copa America 2021 mais l'Uruguay sortira une nouvelle fois en quarts-de-finale par la Colombie aux tirs-au-but. Le même scénario que deux années auparavant.
Il est l'un des rares joueurs uruguayens à avoir des origines amérindiennes, sa mère ayant des origines charrùa.
Le 10 novembre 2022, il est sélectionné par Diego Alonso pour participer à la Coupe du monde 2022.
Le 30 mai 2024, il annonce sur les réseaux sociaux mettre officiellement un terme à sa carrière internationale.

## Caractéristiques techniques
Souvent comparé à Marco van Basten, c'est un attaquant rapide qui apprécie les grands espaces. Ses qualités offensives sont mises en valeur en contre-attaque, il est capable de marquer dans n'importe quelle position. Son jeu de tête, ou par extension aérien, son sens du collectif et ses qualités athlétiques en font un joueur apprécié par les entraîneurs. Il est régulièrement cité en exemple pour ses appels dans le dos de la défense et sa capacité à se faire oublier. Sa participation au jeu est assez limitée, la surface de réparation étant l'endroit où il est le plus efficace. Ses reprises en une touche de balle en font d'ailleurs l'un des meilleurs attaquants du monde dans la finition. Toutefois, sa débauche d'énergie dans les courses peut lui valoir un manque de lucidité et parfois manquer des occasions importantes. Son statut d'idole des tifosi du Napoli et ses nombreux buts lui ont également valu des comparaisons avec Diego Maradona, autre Sud-Américain qui a marqué l'histoire du club napolitain.
Delio Rossi, son entraîneur du temps de Palerme, définit l'attaquant comme moderne, doué d'une technique discrète, costaud, altruiste et simple, adaptable aux différents types de dispositions tactiques que l'entraîneur lui donne[réf. nécessaire].
À l'issue de la saison 2016-2017, après avoir été replacé dans l'axe à la suite du départ de Zlatan Ibrahimović, Cavani réussit sa meilleure saison du point de vue individuel : il marque 35 buts en 36 matchs de Ligue 1, 8 buts en 8 matchs de Ligue des Champions et 6 buts en 6 matchs de Coupe de la Ligue et Coupe de France. Son ratio est désormais d'un but toutes les 85 minutes en championnat à la fin de saison, contre un but seulement toutes les 122 minutes en 2015-2016. Son replacement dans l’axe de l'attaque, et donc un football plus porté vers le but, sont responsables de ce bond en termes d’efficacité.

## Statistiques

### En club
| Saison                | Club                  | Championnat           | Championnat | Championnat | Championnat | Coupe nationale | Coupe nationale | Coupe nationale | Coupe de la Ligue | Coupe de la Ligue | Coupe de la Ligue | Supercoupe | Supercoupe | Supercoupe | Compétition(s) continentale(s) | Compétition(s) continentale(s) | Compétition(s) continentale(s) | Compétition(s) continentale(s) | Total | Total | Total |
| Saison                | Club                  | Division              | M.          | B.          | P.d.        | M.              | B.              | P.d.            | M.                | B.                | P.d.              | M.         | B.         | P.d.       | Comp.                          | M.                             | B.                             | P.d.                           | M.    | B.    | P.d.  |
| 2005                  | Danubio FC            | Primera División      | 10          | 4           | 2           | 5               | 3               | 0               | -                 | -                 | -                 | -          | -          | -          | -                              | -                              | -                              | -                              | 15    | 7     | 2     |
| 2005-2006             | Danubio FC            | Primera División      | 15          | 5           | 5           | -               | -               | -               | -                 | -                 | -                 | -          | -          | -          | -                              | -                              | -                              | -                              | 15    | 5     | 5     |
| Sous-total            | Sous-total            | Sous-total            | 25          | 9           | 7           | 5               | 3               | 0               | -                 | -                 | -                 | -          | -          | -          | -                              | -                              | -                              | -                              | 30    | 12    | 7     |
| 2006-2007             | US Palerme            | Serie A               | 7           | 2           | 2           | -               | -               | -               | -                 | -                 | -                 | -          | -          | -          | -                              | -                              | -                              | -                              | 7     | 2     | 2     |
| 2007-2008             | US Palerme            | Serie A               | 33          | 5           | 1           | 2               | 0               | 0               | -                 | -                 | -                 | -          | -          | -          | C3                             | 2                              | 0                              | 0                              | 37    | 5     | 1     |
| 2008-2009             | US Palerme            | Serie A               | 35          | 14          | 4           | 1               | 1               | 0               | -                 | -                 | -                 | -          | -          | -          | -                              | -                              | -                              | -                              | 36    | 15    | 4     |
| 2009-2010             | US Palerme            | Serie A               | 34          | 13          | 1           | 3               | 2               | 1               | -                 | -                 | -                 | -          | -          | -          | -                              | -                              | -                              | -                              | 37    | 15    | 2     |
| Sous-total            | Sous-total            | Sous-total            | 109         | 34          | 8           | 6               | 3               | 1               | -                 | -                 | -                 | -          | -          | -          | -                              | 2                              | 0                              | 0                              | 117   | 37    | 9     |
| 2010-2011             | SSC Naples (prêt)     | Serie A               | 35          | 26          | 6           | 2               | 0               | 0               | -                 | -                 | -                 | -          | -          | -          | C3                             | 10                             | 7                              | 2                              | 47    | 33    | 8     |
| 2011-2012             | SSC Naples            | Serie A               | 35          | 23          | 3           | 5               | 5               | 0               | -                 | -                 | -                 | -          | -          | -          | C1                             | 8                              | 5                              | 2                              | 48    | 33    | 5     |
| 2012-2013             | SSC Naples            | Serie A               | 34          | 29          | 3           | 1               | 1               | 0               | -                 | -                 | -                 | 1          | 1          | 0          | C3                             | 7                              | 7                              | 1                              | 43    | 38    | 4     |
| Sous-total            | Sous-total            | Sous-total            | 104         | 78          | 12          | 8               | 6               | 0               | -                 | -                 | -                 | 1          | 1          | 0          | -                              | 25                             | 19                             | 5                              | 138   | 104   | 17    |
| 2013-2014             | Paris Saint-Germain   | Ligue 1               | 30          | 16          | 1           | 2               | 1               | 1               | 3                 | 4                 | 1                 | -          | -          | -          | C1                             | 8                              | 4                              | 0                              | 43    | 25    | 3     |
| 2014-2015             | Paris Saint-Germain   | Ligue 1               | 35          | 18          | 1           | 4               | 4               | 0               | 3                 | 3                 | 1                 | 1          | 0          | 0          | C1                             | 10                             | 6                              | 0                              | 53    | 31    | 2     |
| 2015-2016             | Paris Saint-Germain   | Ligue 1               | 32          | 19          | 5           | 5               | 2               | 1               | 4                 | 1                 | 0                 | 1          | 1          | 0          | C1                             | 10                             | 2                              | 0                              | 52    | 25    | 6     |
| 2016-2017             | Paris Saint-Germain   | Ligue 1               | 36          | 35          | 4           | 3               | 2               | 1               | 3                 | 4                 | 0                 | -          | -          | -          | C1                             | 8                              | 8                              | 1                              | 50    | 49    | 6     |
| 2017-2018             | Paris Saint-Germain   | Ligue 1               | 32          | 28          | 5           | 5               | 3               | 2               | 2                 | 2                 | 0                 | 1          | 0          | 0          | C1                             | 8                              | 7                              | 1                              | 48    | 40    | 8     |
| 2018-2019             | Paris Saint-Germain   | Ligue 1               | 21          | 18          | 3           | 3               | 2               | 1               | 2                 | 1                 | 0                 | -          | -          | -          | C1                             | 7                              | 2                              | 1                              | 33    | 23    | 5     |
| 2019-2020             | Paris Saint-Germain   | Ligue 1               | 14          | 4           | 1           | 3               | 2               | 1               | 1                 | 0                 | 0                 | 1          | 0          | 0          | C1                             | 3                              | 1                              | 0                              | 22    | 7     | 2     |
| Sous-total            | Sous-total            | Sous-total            | 200         | 138         | 20          | 25              | 16              | 7               | 18                | 15                | 2                 | 4          | 1          | 0          | -                              | 54                             | 30                             | 3                              | 301   | 200   | 32    |
| 2020-2021             | Manchester United     | Premier League        | 26          | 10          | 3           | 3               | 0               | 0               | 1                 | 1                 | 0                 | -          | -          | -          | C1+C3                          | 4+5                            | 0+6                            | 0+2                            | 39    | 17    | 5     |
| 2021-2022             | Manchester United     | Premier League        | 15          | 2           | 1           | 1               | 0               | 0               | 0                 | 0                 | 0                 | -          | -          | -          | C1                             | 4                              | 0                              | 0                              | 20    | 2     | 1     |
| Sous-total            | Sous-total            | Sous-total            | 41          | 12          | 4           | 4               | 0               | 0               | 1                 | 1                 | 0                 | -          | -          | -          | -                              | 13                             | 6                              | 2                              | 59    | 19    | 6     |
| 2022-2023             | Valence CF            | LaLiga                | 25          | 5           | 2           | 2               | 2               | 0               | -                 | -                 | -                 | 1          | 0          | 0          | -                              | -                              | -                              | -                              | 28    | 7     | 2     |
| 2023                  | Boca Juniors          | Primera División      | -           | -           | -           | 2               | 1               | 0               | 8                 | 1                 | 0                 | -          | -          | -          | CL                             | 6                              | 1                              | 2                              | 16    | 3     | 2     |
| 2024                  | Boca Juniors          | Primera División      | 17          | 4           | 1           | 4               | 4               | 0               | 12                | 7                 | 1                 | -          | -          | -          | CS                             | 6                              | 5                              | 0                              | 39    | 20    | 2     |
| 2025                  | Boca Juniors          | Primera División      | 13          | 2           | 2           | 1               | 1               | 0               | -                 | -                 | -                 | -          | -          | -          | CL+CM                          | 1+1                            | 0                              | 0                              | 16    | 3     | 2     |
| Sous-total            | Sous-total            | Sous-total            | 30          | 6           | 3           | 7               | 6               | 1               | 20                | 8                 | 0                 | -          | -          | -          | -                              | 14                             | 6                              | 2                              | 71    | 26    | 6     |
| Total sur la carrière | Total sur la carrière | Total sur la carrière | 534         | 282         | 55          | 57              | 36              | 8               | 39                | 24                | 2                 | 6          | 2          | 0          | -                              | 108                            | 61                             | 12                             | 744   | 405   | 77    |

### En sélection nationale
| Saison                | Sélection             | Phases finales                   | Phases finales | Phases finales | Phases finales | Éliminatoires CDM | Éliminatoires CDM | Éliminatoires CDM | Matchs amicaux | Matchs amicaux | Matchs amicaux | Total | Total | Total |
| Saison                | Sélection             | Compétition                      | M              | B              | Pd             | M                 | B                 | Pd                | M              | B              | Pd             | M     | B     | Pd    |
| --------------------- | --------------------- | -------------------------------- | -------------- | -------------- | -------------- | ----------------- | ----------------- | ----------------- | -------------- | -------------- | -------------- | ----- | ----- | ----- |
| 2007-2008             | Uruguay               | -                                | -              | -              | -              | -                 | -                 | -                 | 2              | 1              | 0              | 2     | 1     | 0     |
| 2008-2009             | Uruguay               | -                                | -              | -              | -              | 4                 | 0                 | 0                 | 2              | 0              | 0              | 6     | 0     | 0     |
| 2009-2010             | Uruguay               | Coupe du monde 2010 4e           | 6              | 1              | 1              | 3                 | 0                 | 0                 | 3              | 1              | 1              | 12    | 2     | 2     |
| 2010-2011             | Uruguay               | Copa América 2011                | 3              | 0              | 0              | -                 | -                 | -                 | 8              | 6              | 2              | 11    | 6     | 2     |
| 2011-2012             | Uruguay               | -                                | -              | -              | -              | 5                 | 1                 | 2                 | 4              | 1              | 0              | 9     | 2     | 2     |
| 2012-2013             | Uruguay               | Coupe des confédérations 2013 4e | 4              | 3              | 1              | 7                 | 2                 | 0                 | 3              | 1              | 0              | 14    | 6     | 1     |
| 2013-2014             | Uruguay               | Coupe du monde 2014              | 4              | 1              | 1              | 6                 | 3                 | 1                 | 2              | 1              | 1              | 12    | 5     | 3     |
| 2014-2015             | Uruguay               | Copa América 2015                | 4              | 0              | 0              | -                 | -                 | -                 | 6              | 5              | 0              | 10    | 5     | 0     |
| 2015-2016             | Uruguay               | Copa América Centenario          | 3              | 0              | 0              | 4                 | 3                 | 1                 | 1              | 2              | 0              | 8     | 5     | 1     |
| 2016-2017             | Uruguay               | -                                | -              | -              | -              | 7                 | 6                 | 0                 | 1              | 0              | 0              | 8     | 6     | 0     |
| 2017-2018             | Uruguay               | Coupe du monde 2018              | 4              | 3              | 0              | 4                 | 1                 | 0                 | 5              | 3              | 0              | 13    | 7     | 0     |
| 2018-2019             | Uruguay               | Copa América 2019                | 4              | 2              | 0              | -                 | -                 | -                 | 5              | 1              | 1              | 9     | 3     | 1     |
| 2019-2020             | Uruguay               | -                                | -              | -              | -              | -                 | -                 | -                 | 2              | 2              | 0              | 2     | 2     | 0     |
| 2020-2021             | Uruguay               | Copa América 2021                | 5              | 2              | 0              | 2                 | 1                 | 0                 | -              | -              | -              | 7     | 3     | 0     |
| 2021-2022             | Uruguay               | -                                | -              | -              | -              | 7                 | 1                 | 0                 | 3              | 4              | 0              | 10    | 5     | 0     |
| 2022-2023             | Uruguay               | Coupe du monde 2022              | 3              | 0              | 0              | -                 | -                 | -                 | -              | -              | -              | 3     | 0     | 0     |
| Total sur la carrière | Total sur la carrière | Total sur la carrière            | 40             | 12             | 3              | 49                | 18                | 4                 | 47             | 28             | 5              | 136   | 58    | 12    |

Liste des buts en sélection d'Edinson Cavani : 
| Buts en sélection d'Edinson Cavani | Buts en sélection d'Edinson Cavani | Buts en sélection d'Edinson Cavani                         | Buts en sélection d'Edinson Cavani | Buts en sélection d'Edinson Cavani | Buts en sélection d'Edinson Cavani | Buts en sélection d'Edinson Cavani      |
| 0                                  | Date                               | Lieu                                                       | Adversaire                         | Évolution                          | Score final                        | Compétition                             |
| ---------------------------------- | ---------------------------------- | ---------------------------------------------------------- | ---------------------------------- | ---------------------------------- | ---------------------------------- | --------------------------------------- |
| 1                                  | 6 février 2008                     | Estadio Centenario, Montevideo, Uruguay                    | Colombie                           | 1-2                                | 2-2                                | Match amical                            |
| 2                                  | 3 mars 2010                        | AFG Arena, Saint-Gall, Suisse                              | Suisse                             | 3-1                                | 3-1                                | Match amical                            |
| 3                                  | 10 juillet 2010                    | Nelson Mandela Bay Stadium, Port Elizabeth, Afrique du Sud | Allemagne                          | 1-1                                | 2-3                                | Coupe du monde 2010                     |
| 4                                  | 11 août 2010                       | Estádio do Restelo, Lisbonne, Portugal                     | Angola                             | 1-0                                | 2-0                                | Match amical                            |
| 5                                  | 8 octobre 2010                     | Stade Gelora Bung Karno, Jakarta, Indonésie                | Indonésie                          | 1-1                                | 7-1                                | Match amical                            |
| 6                                  | 8 octobre 2010                     | Stade Gelora Bung Karno, Jakarta, Indonésie                | Indonésie                          | 6-1                                | 7-1                                | Match amical                            |
| 7                                  | 8 octobre 2010                     | Stade Gelora Bung Karno, Jakarta, Indonésie                | Indonésie                          | 7-1                                | 7-1                                | Match amical                            |
| 8                                  | 12 octobre 2010                    | Wuhan Sports Center Stadium, Wuhan, Chine                  | Chine                              | 2-0                                | 4-0                                | Match amical                            |
| 9                                  | 30 mars 2011                       | Aviva Stadium, Dublin, Irlande                             | République d'Irlande               | 2-1                                | 3-2                                | Match amical                            |
| 10                                 | 7 octobre 2011                     | Estadio Centenario, Montevideo, Uruguay                    | Bolivie                            | 3-1                                | 4-2                                | Éliminatoires de la Coupe du monde 2014 |
| 11                                 | 29 février 2012                    | Arena Națională, Bucarest, Roumanie                        | Roumanie                           | 1-0                                | 1-1                                | Match amical                            |
| 12                                 | 11 septembre 2012                  | Estadio Centenario, Montevideo, Uruguay                    | Équateur                           | 1-1                                | 1-1                                | Éliminatoires de la Coupe du monde 2014 |
| 13                                 | 14 novembre 2012                   | PGE Arena Gdańsk, Gdańsk, Pologne                          | Pologne                            | 2-0                                | 3-1                                | Match amical                            |
| 14                                 | 12 juin 2013                       | Polideportivo Cachamay, Puerto Ordaz, Venezuela            | Venezuela                          | 1-0                                | 1-0                                | Éliminatoires de la Coupe du monde 2014 |
| 15                                 | 26 juin 2013                       | Mineirão, Belo Horizonte, Brésil                           | Brésil                             | 1-1                                | 1-2                                | Coupe des confédérations 2013           |
| 16                                 | 30 juin 2013                       | Itaipava Arena Fonte Nova, Salvador, Brésil                | Italie                             | 1-1                                | 2-2                                | Coupe des confédérations 2013           |
| 17                                 | 30 juin 2013                       | Itaipava Arena Fonte Nova, Salvador, Brésil                | Italie                             | 2-2                                | 2-2                                | Coupe des confédérations 2013           |
| 18                                 | 10 septembre 2013                  | Stade Centenario, Montevideo, Uruguay                      | Colombie                           | 1-0                                | 2-0                                | Match amical                            |
| 19                                 | 15 octobre 2013                    | Estadio Centenario, Montevideo, Uruguay                    | Argentine                          | 3-2                                | 3-2                                | Éliminatoires de la Coupe du monde 2014 |
| 20                                 | 13 novembre 2013                   | Stade International d'Amman, Amman, Jordanie               | Jordanie                           | 5-0                                | 5-0                                | Barrages de la Coupe du monde 2014      |
| 21                                 | 4 juin 2014                        | Estadio Centenario, Montevideo, Uruguay                    | Slovénie                           | 1-0                                | 2-0                                | Match amical                            |
| 22                                 | 14 juin 2014                       | Arena Castelão, Fortaleza, Brésil                          | Costa Rica                         | 1-0                                | 1-3                                | Coupe du monde 2014                     |
| 23                                 | 5 septembre 2014                   | Dôme de Sapporo, Sapporo, Japon                            | Japon                              | 1-0                                | 2-0                                | Match amical                            |
| 24                                 | 13 novembre 2014                   | Estadio Centenario, Montevideo, Uruguay                    | Costa Rica                         | 3-2                                | 3-3                                | Match amical                            |
| 25                                 | 28 mars 2015                       | Stade Adrar, Agadir, Maroc                                 | Maroc                              | 1-0                                | 1-0                                | Match amical                            |
| 26                                 | 7 juin 2015                        | Estadio Centenario, Montevideo, Uruguay                    | Guatemala                          | 2-0                                | 5-0                                | Match amical                            |
| 27                                 | 7 juin 2015                        | Estadio Centenario, Montevideo, Uruguay                    | Guatemala                          | 3-0                                | 5-0                                | Match amical                            |
| 28                                 | 12 novembre 2015                   | Estadio Olímpico Atahualpa, Quito, Équateur                | Équateur                           | 1-1                                | 1-2                                | Éliminatoires Coupe du monde 2018       |
| 29                                 | 26 mars 2016                       | Itaipava Arena Pernambuco, Recife, Brésil                  | Brésil                             | 1-2                                | 2-2                                | Éliminatoires Coupe du monde 2018       |
| 30                                 | 30 mars 2016                       | Estadio Centenario, Montevideo, Uruguay                    | Pérou                              | 1-0                                | 1-0                                | Éliminatoires Coupe du monde 2018       |
| 31                                 | 28 mai 2016                        | Estadio Centenario, Montevideo, Uruguay                    | Trinité-et-Tobago                  | 1-1                                | 3-1                                | Match amical                            |
| 32                                 | 28 mai 2016                        | Estadio Centenario, Montevideo, Uruguay                    | Trinité-et-Tobago                  | 2-1                                | 3-1                                | Match amical                            |
| 33                                 | 7 septembre 2016                   | Estadio Centenario, Montevideo, Uruguay                    | Paraguay                           | 1-0                                | 4-0                                | Éliminatoires Coupe du monde 2018       |
| 34                                 | 7 septembre 2016                   | Estadio Centenario, Montevideo, Uruguay                    | Paraguay                           | 4-0                                | 4-0                                | Éliminatoires Coupe du monde 2018       |
| 35                                 | 7 octobre 2016                     | Estadio Centenario, Montevideo, Uruguay                    | Venezuela                          | 2-0                                | 3-0                                | Éliminatoires Coupe du monde 2018       |
| 36                                 | 7 octobre 2016                     | Estadio Centenario, Montevideo, Uruguay                    | Venezuela                          | 3-0                                | 3-0                                | Éliminatoires Coupe du monde 2018       |
| 37                                 | 15 novembre 2016                   | Estadio Nacional de Chile, Santiago, Chili                 | Chili                              | 1-0                                | 1-3                                | Éliminatoires Coupe du monde 2018       |
| 38                                 | 23 mars 2017                       | Estadio Centenario, Montevideo, Uruguay                    | Brésil                             | 1-0                                | 1-4                                | Éliminatoires Coupe du monde 2018       |
| 39                                 | 10 octobre 2017                    | Estadio Centenario, Montevideo, Uruguay                    | Bolivie                            | 2-1                                | 4-2                                | Éliminatoires Coupe du monde 2018       |
| 40                                 | 14 novembre 2017                   | Stade Ernst-Happel, Vienne, Autriche                       | Autriche                           | 1-1                                | 1-2                                | Match amical                            |
| 41                                 | 23 mars 2018                       | Guangxi Sports Center, Nanning, Chine                      | Tchéquie                           | 2-0                                | 2-0                                | Match amical                            |
| 42                                 | 26 mars 2018                       | Guangxi Sports Center, Nanning, Chine                      | Pays de Galles                     | 1-0                                | 1-0                                | Match amical                            |
| 43                                 | 25 juin 2018                       | Stade de Samara, Samara, Russie                            | Russie                             | 3-0                                | 3-0                                | Coupe du monde 2018                     |
| 44                                 | 30 juin 2018                       | Stade olympique Ficht, Sotchi, Russie                      | Portugal                           | 1-0                                | 2-1                                | Coupe du monde 2018                     |
| 45                                 | 30 juin 2018                       | Stade olympique Ficht, Sotchi, Russie                      | Portugal                           | 2-1                                | 2-1                                | Coupe du monde 2018                     |
| 46                                 | 16 octobre 2018                    | Stade Saitama 2002, Saitama, Japon                         | Japon                              | 2-2                                | 4-3                                | Match amical                            |
| 47                                 | 17 juin 2019                       | Mineirão, Belo Horizonte, Brésil                           | Équateur                           | 2-0                                | 4-0                                | Copa America 2019                       |
| 48                                 | 25 juin 2019                       | Stade Maracanã, Rio de Janeiro, Brésil                     | Chili                              | 0-1                                | 0-1                                | Copa America 2019                       |
| 49                                 | 15 novembre 2019                   | Puskás Aréna, Budapest, Hongrie                            | Hongrie                            | 0-1                                | 1-2                                | Match amical                            |
| 50                                 | 18 novembre 2019                   | Stade Bloomfield, Tel-Aviv, Israël                         | Argentine                          | 0-1                                | 2-2                                | Match amical                            |

### Bilan en sélection nationale
- 122 sélections et 53 buts depuis 2008.
- Coupe du Monde : 4 participations (en 2010, 2014, 2018 et 2022).
- Copa América : 5 participations (en 2011, 2015, 2016, 2019 et 2021).
- Coupe des Confédérations : 1 participation en 2013.

| Coupe du monde                                                                            | Copa América                                                                                              | Coupe des confédérations  |
| ----------------------------------------------------------------------------------------- | --- | ------------------------- |
| - 2010 : Demi-finale (4e) - 2014 : 1/8 de finale - 2018 : 1/4 de finale - 2022 : 1er tour | - 2011 : Vainqueur - 2015 : 1/4 de finale - 2016 : 1er tour - 2019 : 1/4 de finale - 2021 : 1/4 de finale | - 2013 : Demi-finale (4e) |

## Palmarès

### Palmarès collectif
Edinson Cavani est passé par cinq clubs professionnels et évolue actuellement à Boca Juniors.
En Uruguay, à ses débuts en professionnel avec le Danubio FC, il remporte le championnat national en 2007 avant de rejoindre l'Europe cette même année. Il passe six saisons en Italie où Il atteint la finale de la coupe nationale en 2012 qu'il gagne avec le SSC Naples.
Il rejoint ensuite le Paris Saint-Germain et est champion de France en 2014 dès sa première saison. Au total, il remporte six titres de champion entre 2014 et 2020. Il est également titré à quatre reprises en Coupe de France en 2015, 2016, 2017 et 2018. Enfin, il remporte la Coupe de la ligue cinq fois en 2014, 2015, 2016, 2017 et 2018 ainsi que quatre Trophées des champions en 2014, 2015, 2017 et 2019. Il quitte Paris en 2020 avec 19 trophées remporté en sept saisons et le statut d'un des joueurs les plus titrés de l'histoire du club français.
Avec son équipe nationale d'Uruguay, il remporte la Copa América en 2011.
| Danubio FC (1)                            | SSC Naples (1) | Paris Saint-Germain FC (19) | Manchester United                                                                     | Boca Juniors                             | Uruguay (1)                                                           |
| ----------------------------------------- | --- | --- | ------------------------------------------------------------------------------------- | ---------------------------------------- | --------------------------------------------------------------------- |
| - Championnat d'Uruguay - Champion : 2007 | - Coupe d'Italie (1) : - Vainqueur : 2012 - Championnat d'Italie : - Vice-Champion : 2013 - Supercoupe d'Italie : - Finaliste : 2012 | - Championnat de France - Champion : 2014, 2015, 2016, 2018, 2019 et 2020 - Vice-Champion : 2017 - Coupe de France : - Vainqueur : 2015, 2016, 2017 et 2018 - Finaliste : 2019 - Coupe de la Ligue : - Vainqueur : 2014, 2015, 2016, 2017 et 2018 - Trophée des champions - Vainqueur : 2014, 2015, 2017 et 2019 | - Championnat d'Angleterre - Vice-Champion : 2021 - Ligue Europa : - Finaliste : 2021 | - Copa Libertadores : - Finaliste : 2023 | - Coupe du Monde - Quatrième : 2010 - Copa América - Vainqueur : 2011 |

### Distinctions individuelles
- Meilleur buteur de la Coupe d'Italie en 2012 (5 buts) avec le SSC Naples
- Élu meilleur joueur étranger de Série A en 2013
- Meilleur buteur du Championnat d'Italie en 2013 (29 buts) avec le SSC Naples
- Membre de l'équipe-type de Serie A en 2011, en 2012 et en 2013 avec le SSC Naples
- Meilleur buteur de la Coupe de la Ligue en 2014 (4 buts) et en 2015 (3 buts) avec le Paris Saint-Germain
- Élu meilleur joueur du mois de Ligue 1 en septembre 2016 et octobre 2016 avec le Paris Saint-Germain
- Élu meilleur joueur étranger de l'année de Ligue 1 France Football en 2016 et en 2017 avec le Paris Saint-Germain
- Élu meilleur joueur de Ligue 1 en 2017 avec le Paris Saint-Germain
- Meilleur buteur de Ligue 1 en 2017 (35 buts) et en 2018 (28 buts) avec le Paris Saint-Germain
- Membre de l'équipe-type de Ligue 1 en 2014, en 2017 et en 2018 avec le Paris Saint-Germain
- Élu 11e au Ballon d'Or en 2017
- Élu Golden Foot en 2018
- Meilleur buteur des éliminatoires de la Coupe du monde de football 2018 : zone Amérique du Sud (10 buts) avec l'Uruguay
- Élu homme du match contre le Portugal lors de la Coupe du Monde 2018 (huitième de finale) avec l'Uruguay

### Records
- 2ème meilleur buteur de l'histoire du Paris Saint-Germain FC (200 buts).
- Co-meilleur buteur de l'histoire de la Coupe de la Ligue française (15 buts, avec Pauleta).
- Fait partie des 3 joueurs de l'histoire à avoir atteint la barre des 100 buts marqués dans 2 championnats différents (avec Gonzalo Higuaín et Zlatan Ibrahimović)[101].

## Extra-sportif

### Vie privée
Son demi-frère, Walter Guglielmone, lui aussi footballeur professionnel, a joué notamment en France à l'AC Ajaccio.
Edinson Cavani est pentecôtiste évangélique et se définit comme « athlète pour le Christ ».
Le 9 juin 2007, Edinson Cavani épouse Maria Soledad avec qui il a deux fils, Bautista, né le 22 mars 2011 et Lucas, né le 8 mars 2013. Séparés fin 2012, ils entament en février 2013 une procédure de divorce. Selon la décision d'un juge de Naples en octobre 2014, il doit verser à Maria Soledad une pension alimentaire de 25 000 € par mois et la moitié de ses gains durant leur mariage.
Depuis, il est en couple avec Jocelyn Burgardt avec qui il a eu une petite fille, India Cavani, née le 17 mai 2019. Le 3 juin 2021, sur son Instagram personnel, le joueur uruguayen annonce la naissance de son fils, Silvestre.

### Optimisation fiscale
Edinson Cavani toucherait ses revenus issus du sponsoring au travers d'une société maltaise créée en 2014 et nommée «Edicavaniofficial Limited», elle-même détenue par Rocha Holdings Limited, société détenue par Edinson Cavani à hauteur de 99 %. Selon Mediapart, le montage financier a permis à Edicavaniofficial Limited de ne payer que 48 805 euros d'impôts à Malte sur le montant du contrat de sponsoring de Nike de 1,59 million d'euros.

À la suite de ces révélations de Mediapart le concernant, dans un premier temps, Edinson Cavani s'est insurgé contre le fait d'avoir été publiquement mis en avant : 
« In these circumstances, I will not accept that my situation becomes the object of a publicity damaging my image or my reputation, which, given my celebrity, would cause me very serious prejudice »
— Edinson Cavani
        
« Dans ces circonstances, je n'accepterai pas que ma situation fasse l'objet d'une publicité portant atteinte à mon image ou à ma réputation, ce qui, compte tenu de ma célébrité, me causerait un préjudice très grave »
Dans un second temps, une plainte pour diffamation est déposée contre Mediapart par les avocats d'Edinson Cavani. Cette plainte aboutit à une audience le 7 novembre 2017 devant la quatorzième chambre correctionnelle du tribunal de grande instance de Nanterre. Lors de cette audience, la défense a déclaré qu'Edinson Cavani a déclaré postérieurement en France les revenus de ses sociétés maltaises. La défense d'Edinson Cavani a ainsi produit les déclarations de revenu et avis d'imposition pour l'année 2015 où les montants des droits à l'image du footballeur étaient bien déclarés en France. Tout en ne niant pas l'existence des sociétés maltaises où ces mêmes revenus sont également imposés : une situation qui a de quoi surprendre, ce que ne manque pas de souligner l'avocat de Mediapart.
La plainte d'Edinson Cavani est rejetée par le tribunal de grande instance de Nanterre le 9 janvier 2018.